# Toninho Guerreiro
Toninho Guerreiro, właśc. Antônio Ferreira (ur. 18 sierpnia 1942 w Bauru – zm. 26 stycznia 1990 w São Paulo) – piłkarz brazylijski, występujący podczas kariery na pozycji napastnika.

## Kariera klubowa
Toninho Guerreiro karierę piłkarską rozpoczął w klubie Noroeste Bauru w 1960 roku. Przełomem w jego karierze był transfer do Santosu FC. Z Santosem trzykrotnie zdobył Taça Brasil w 1963, 1964, 1965, Torneio Roberto Gomes Pedrosa w 1968, trzykrotnie Torneio Rio-São Paulo w 1963, 1964, 1966, trzykrotnie mistrzostwo stanu São Paulo – Campeonato Paulista w 1967, 1968 i 1969 oraz Puchar Interkontynentalny w 1963 roku. Indywidualnie Toninho był królem strzelców ligi stanowej i Taça Brasil w 1966 oraz Torneio Roberto Gomes Pedrosa w 1968 roku. Łącznie w barwach Santosu rozegrał 373 mecze (13. miejsce w historii klubu), w których strzelił 283 bramki (4. miejsce w historii).
W latach 1969–1972 i 1973–1974 Toninho występował w São Paulo FC. Z São Paulo dwukrotnie zdobył mistrzostwo stanu w 1969 i 1970 roku. Indywidualnie dwukrotnie był królem strzelców ligi stanowej w 1970 i 1972 roku. Łącznie w barwach 	Tricolor rozegrał 151 meczów, w których strzelił 85 bramek. W São Paulo 14 sierpnia 1971 w przegranym 1-3 meczu z Santosem Toninho zadebiutował w lidze brazylijskiej.
W 1973 roku krótko był zawodnikiem CR Flamengo. We Flamengo 21 listopada 1973 w wygranym 2-1 meczu z Rio Negro Manaus Toninho po raz ostatni wystąpił w lidze. Ogółem w latach 1971–1973 w lidze brazylijskiej wystąpił w 37 meczach, w których strzelił 13 bramek. Karierę piłkarską Toninho Guerreiro zakończył w macierzystym Noroeste Bauru w 1974 roku.

## Kariera reprezentacyjna
Toninho Guerreiro w reprezentacji Brazylii zadebiutował 25 lipca 1968 w wygranym 4-0 meczu z reprezentacją Paragwaju, którego stawką było Copa Oswaldo Cruz 1968. Był to udany debiut Toninho, który w 46 min. zdobył bramkę. Drugi i ostatni raz w reprezentacji Toninho wystąpił 9 lipca 1969 w wygranym 8-2 meczu ze stanem Sergipe. W meczu tym Toninho popisał się hat-trickiem.
| Mecze i gole w reprezentacji | Mecze i gole w reprezentacji | Mecze i gole w reprezentacji | Mecze i gole w reprezentacji | Mecze i gole w reprezentacji | Mecze i gole w reprezentacji | Mecze i gole w reprezentacji |
| #                            | Data                         | Miasto                       | Przeciwnik                   | Gol                          | Wynik                        | Rozgrywki                    |
| ---------------------------- | ---------------------------- | ---------------------------- | ---------------------------- | ---------------------------- | ---------------------------- | ---------------------------- |
| 1.                           | 25.07.1968                   | Asunción                     | Paragwaj                     | Gol                          | 4:0                          | Copa Oswaldo Cruz 1968       |
| N1.                          | 09.07.1969                   | Aracaju                      | Sergipe                      | Gol · Gol · Gol              | 8:2                          | towarzyski                   |